# Ла Пас
Вижте пояснителната страница за други значения на Ла Пас.
Ла Пас, пълно наименование Нуестра Сеньора Де Ла Пас (на испански: La Paz, Nuestra Señora de La Paz), Чуки Япу (аймара: Chuqi Yapu) e административната столица на Боливия. Градът е с население от 1 250 000 жители (2006) и обща площ от 470 км². Ла Пас се намира на 3600 м надморска височина, което го прави най-високо разположената столица в света.
В Ла Пас се намират повечето от държавните учреждения на Боливия, в т.ч. резиденцията на президента на страната, въпреки че номинална (конституционна) столица е Сукре.

## История
Градът е основан от Алонсо де Мендоса на 20 октомври 1548 г. като пункт за почивка по пътя между Потоси и Куско. Пълното име на града, избрано от конкистадорите, е Нуестра Сеньора Де Ла Пас („Богородица на мира“), целяло да отбележи настъпилия мир в страната след гражданската война между конкистадорите (на испански: La paz означава мир).
Ла Пас става фактическа столица на Боливия през 1898 г., когато новоизбраният президент Хосе де Мануел Пандо премества тук седалището на правителството и президентството.

## Побратимени градове
- Асунсион, Парагвай
- Мадрид, Испания
- Богота, Колумбия
- Буенос Айрес, Аржентина
- Каракас, Венецуела
- Гватемала (град), Гватемала
- Хавана, Куба
- Рейкявик, Исландия
- Анкара, Турция
- Манагуа, Никарагуа
- Мексико Сити, Мексико
- Панама Сити, Панама
- Лондон, Великобритания
- Кито, Еквадор
- Лисабон, Португалия
- Токио, Япония
- Рио де Жанейро, Бразилия
- Сан Хосе, Коста Рика
- Сан Хуан, Пуерто Рико
- Сан Салвадор, Ел Салвадор
- Сантяго де Чиле, Чили
- Санто Доминго, Доминиканска република
- Тегусигалпа, Хондурас
- Будапеща, Унгария
- Дъблин, Ирландия
- Куско, Перу
- Москва, Русия
- Бон, Германия
- Стокхолм, Швеция
- Загреб, Хърватска
- Тайпе, Тайван